# Dynamische webpagina
Een dynamische webpagina is een webpagina die just-in-time wordt samengesteld (gegenereerd), exact op het moment dat de bezoeker de pagina opvraagt. Een website die uit dynamisch gegenereerde pagina's bestaat wordt een dynamische website genoemd. Dit staat tegenover de statische website, waarbij de HTML-pagina's reeds kant-en-klaar ingevuld op de webserver staan te wachten om opgevraagd te worden door een gebruiker.
Een dynamische website moet niet verward worden met een interactieve website, waarbij gebruik wordt gemaakt van Dynamic HTML of Adobe Flash.

## Samenstellen
Het samenstellen (genereren) van een webpagina gebeurt door het uitvoeren van programmacode, bijvoorbeeld een scripttaal, zoals PHP, Perl of ASP. Heel vaak maakt het programma gebruik van een relationele database, bijvoorbeeld MySQL, om van hieruit de content en de opmaak van de webpagina op te halen. De door de database aangeleverde inhoud wordt vervolgens gecombineerd met de gewenste opmaak en zo wordt de gehele pagina in een fractie van een seconde gegenereerd tot een complete HTML-pagina.
Tot slot wordt de webpagina verstuurd naar de bezoeker die de pagina in zijn webbrowser had opgevraagd.

## Wikipedia
Wikipedia is een voorbeeld van een dynamische website, die gebruikmaakt van MediaWiki, een PHP-programma. De teksten van alle artikelen staan zonder HTML-opmaak in een MySQL-database, en pas wanneer een bezoeker een bepaalde pagina opvraagt (door bijvoorbeeld op een link te klikken) wordt er door een PHP-script een webpagina samengesteld in de lay-out van Wikipedia.

## Voordelen
Bij grote websites zoals Wikipedia is het voordeel van dynamisch samengestelde pagina's dat er op serverruimte bespaard kan worden doordat elementen die op alle pagina's aanwezig zijn (bijvoorbeeld het menu aan de linkerkant) slechts één keer opgeslagen hoeven te worden en omdat de opmaak niet in de tekst zelf is opgenomen kan op een eenvoudige manier de opmaak van de gehele encyclopedie in één keer aangepast worden, mocht daar aanleiding toe zijn.
Een ander voordeel is het gebruiksgemak van een dynamische website; omdat de teksten in de database geen HTML-codes bevatten kunnen teksten op een natuurlijke intuïtieve manier geschreven en bewerkt worden, net als in een tekstverwerker. Daardoor kunnen zelfs mensen zonder enige programmeerervaring een bijdrage leveren aan Wikipedia, een weblog bijhouden of een mailtje sturen.

## Andere toepassingen
Toepassingen van dynamische webpagina's zijn:
- Internetfora
- Webmail-sites zoals Outlook.com
- Weblogs
- Contentmanagementsystemen